# Karyasari (Leuwiliang)
Karyasari is een bestuurslaag in het regentschap Bogor van de provincie West-Java, Indonesië. Karyasari telt 8266 inwoners (volkstelling 2010).